# Halls of Oblivion
Halls of Oblivion ist eine deutsche Melodic-Death-Metal-Band mit Black-Metal-Einflüssen.

## Geschichte
Halls of Oblivion wurde im Jahr 2007 von Sebastian Ruf und Marcel Welte gegründet und im darauf folgenden Jahr durch Markus Kristen und Markus Weber komplettiert. In den Anfangsjahren handelte es sich um ein reines Studioprojekt, woraus im Jahr 2015 die EP The Blind Legion in Eigenregie entstand. Der Bassist Markus Kristen übernahm dabei das Mixing und Mastering. Seit 2015 ist die Band zunehmend live aktiv und bereits mit bekannteren Metal-Bands wie Fateful Finality, Groza, Milking the Goatmachine und Apophis aufgetreten.
Ihr Debütalbum Endtime Poetry wurde von Benjamin Hölle und Timo Fielker von der Modern-Metal-Band Mindead produziert und bei Metalapolis Records am 21. Juni 2019 veröffentlicht. Anschließend folgte am 5. Februar 2021 die EP ... Of Hate and Despair bei Metalapolis Records.
Das zweite Album Eighteen Hundred And Froze To Death bezieht sich auf das Jahr 1816, ein Jahr ohne Sommer, das als Frost- und Hungerjahr in die Geschichte einging. Hauptursache war der Ausbruch des indonesischen Vulkans Tambora, dessen geografische Koordinaten auch den ersten Albumtitel benennen. Inhaltlich verarbeitet das Konzeptalbum die dramatischen, globalen Folgen für Mensch und Umwelt. Es wurde am 9. Juni 2023 bei Apostasy Records veröffentlicht.
Im März 2025 tourte Halls of Oblivion gemeinsam mit Nytt Land und Ater im Vorprogramm der deutschen Symphonic-Metal-Band Leaves’ Eyes durch Europa. Dabei wurden insgesamt 17 Konzerte in 12 Ländern gespielt.

## Stil
Musikalisch wird die Gruppe mit den finnischen Bands Amorphis, Insomnium und Omnium Gatherum, sowie den schwedischen Bands In Flames, Dark Tranquillity, At the Gates und Nightrage in ihren Anfangsjahren verglichen. Ihr Stil ist melodisch, melancholisch und hart zugleich und wird vom Legacy Magazin als Blackened-Melodic-Death-Metal bezeichnet. Dabei werden verträumte Melodien eines eher finnischen als schwedischen Melodic-Death-Metal mit Black-Metal-Prügelattacken und Gekeife versetzt. Sinnbildlich fegen wütende Stürme über melancholische Landschaften.
Bereits auf ihrem Debütalbum Endtime Poetry liegen die Stärken der Band im Schreiben eingängiger Melodien, die von Leadgitarrist Marcel Welte souverän umgesetzt werden und an die frühen Insomnium erinnern. Aufgrund der cleanen Gastvocals von Timo Fielker von Mindead bei Last Glance of the Sun und Walking Dead, lässt sich in ruhigeren Momenten auch ein Verweis in Richtung Katatonia erkennen.
Das zweite Album Eighteen Hundred And Froze To Death wirkt in sich harmonischer, aber gleichzeitig noch brachialer. Musikalisch bewegt sich die Band durch verschiedene Metal-Genres. Das Album wird mit sphärischen Keys und schönen Pianoklängen eingeleitet. Der Titel The Summer That Never Was ist im melodischen Black Metal verwurzelt, während Eternal Frost sich dem Ende des Death-Metal-Spektrums bedient. Die Mischung aus gnadenlosen Attacken bis hin zu feinen doomigen Passagen formt ein melancholisches Schauspiel.
Auf der Bühne inszeniert sich die Band charakteristisch in gedämpftem Licht und dichtem Nebel, wodurch die Bandmitglieder nur als undeutliche Silhouetten zu erkennen sind und die düstere, melancholische Stimmung verstärkt wird.

## Diskografie
- 2015: The Blind Legion (EP, ohne Label (2015), 7Hard (2016))
- 2019: Endtime Poetry (LP, Metalapolis Records)
- 2021: Of Hate and Despair (EP, Metalapolis Records)
- 2023: Eighteen Hundred and Froze to Death (LP, Apostasy Records)

## Rezeption
Bereits das Debütalbum Endtime Poetry hat für viel Aufmerksamkeit gesorgt. Ein fesselndes Album mit einem breiten Spektrum von ansprechenden Melodien und tollen Songstrukturen, die auf technisch hohem Niveau gespielt werden, schreibt Metal-Heads.de. Im Bezug auf die Gitarrenarbeit kann das Album ordentlich punkten, bemerkt Metal.de anerkennend. Auch von Musikreviews.de wird das Album als handwerklich und schreiberisch souverän bezeichnet.
Der Metal Hammer schreibt über das Album:

„ENDTIME POETRY ist eine feinfühlige, pure Melancholie atmende Mischung aus wunderbar in Szene gesetzten, schmerzerfüllten Gitarren und zumeist im mittleren Tempo dahintreibenden Melodien.“

Die EP Of Hate And Despair wird von Soundmagnet als sehr starker Nachfolger bezeichnet (9/10 Punkten). Auch das Webmagazin Metal-Heads.de lobt das hohe Niveau, sowie die melancholische Mischung von überwältigender Düsternis und zerbrechlicher Romantik, welche die besondere Note dieser Band ausmachen.

„Der Opener Fading Away ist eine melancholisch-aggressive Klangwalze, die an Szene-Größen wie Dark Tranquillity erinnert.“

Das Legacy Magazin bewertet das Album Eighteen Hundred And Froze To Death gut (10/15 Punkten). Es wird tempobezogen als abwechslungsreich, mit überbordender Melodik und noch deutlich runder als der Erstling bezeichnet. Das Album sei qualitativ anspruchsvoll, eindrucksvoll und absolut empfehlenswert, schreibt Metal-Heads.de. Auch Powermetal.de lobt das hohe kompositorische und handwerkliche Niveau, mit dem die Stuttgarter durchgehend zur Sache gehen.

„Fans von Bands wie Insomnium und Omnium Gatherum sollten ein Ohr riskieren.“

### Wichtige Nebenprojekte
Einzelne Bandmitglieder von Halls of Oblivion engagieren sich in weiteren Musikprojekten:
Marcel Welte ist aktives Bandmitglied bei Darkness Ablaze und Sebastian Ruf bei When at Night.